# Футболни хамелеони
„Футболни хамелеони“ е български игрален филм от 2008 година, по сценарий и режисура на Стойчо Шишков. Оператор е Радослав Гиновски.

## Актьорски състав
Роли във филма изпълняват актьорите:
- Стойко Пеев - Джигата
- Димитър Живков
- Владимир Колев
- Александър Иванов
- Тихомир Благоев